# Violant d'Aragó i de Sicília
|  | Per a altres significats, vegeu «Violant d'Aragó (desambiguació)». |

Violant d'Aragó (1273 - Termini, Nàpols 1302), princesa d'Aragó.
Filla de Pere el Gran i Constança de Sicília, i per tant, germana dels reis d'Aragó Alfons el Franc i Jaume el Just, i neta per línia paterna del comte-rei Jaume I el Conqueridor i Violant d'Hongria, i per línia materna del rei Manfred I de Sicília i Beatriu de Savoia.

## Núpcies i descendents
El 23 de març de 1297 es casà a Roma amb l'infant i futur rei Robert I de Nàpols. D'aquest matrimoni en va néixer:
- l'infant Carles de Calàbria (1298-1328), nomenat duc de Calàbria i, per tant, hereu del regne.
- l'infant Lluís de Nàpols (1301-1310)

La seva prematura mort l'agost de 1302, prop de Nàpols, no permeté que veiés com el seu espòs era coronat rei de Nàpols el 1309.